# Pierre Langerock
Pierre François Clément Isidore Langerock (Gent, 19 september 1859 - Leuven, 14 september 1923) was een Belgisch architect. Zijn bouwwerken horen hoofdzakelijk tot de stijl van de neogotiek. Hij voerde ook heel wat restauraties uit.

## Levensloop
Langerock, zoon van een Gentse aannemer-architect, studeerde af aan de Sint-Lucasschool van Gent in 1881. Daarna ging hij in Leuven als stagiair op het architectenbureau van Joris Helleputte werken. In 1885 trouwde hij met Marie-Louise Emérence  Van Pee (Leefdaal 4 oktober 1864 - Leuven 19 augustus 1935). Ze kregen elf kinderen.
Samen met Alphonse Van Houcke zette Langerock zich aan het publiceren van een losbladig werk, gewijd aan de Belgische monumenten onder de titel Oude Bouwwerken in Vlaanderen - Anciennes Constructions en Flandre. De jaargangen 1881 en 1882 waren het werk van de beide jonge architecten. Met een onderbreking publiceerde Langerock, alleen ditmaal, nog twee jaargangen in 1887 en 1888. In totaal bevat deze verzameling 240 platen en ettelijke bladzijden redactionele tekst.
Toen Helleputte het te druk kreeg met politieke en universitaire activiteiten, verdeelde hij in 1889 zijn cliënteel onder zijn medewerkers, waardoor Langerock de kans kreeg zijn eigen bureau op te richten.
Hij ontwierp een diversiteit aan gebouwen: burgerhuizen en kastelen, een station, gemeentehuizen, een postgebouw, een schuur, een school, kerken en kapellen. Daarnaast realiseerde hij ook nutsvoorzieningen en, als interieurarchitect ensembles van decoratieve elementen en meubilair.
Langerock was tevens actief in de monumentenzorg en verwezenlijkte heel wat restauraties. Hij werd corresponderend lid van de Koninklijke Commissie voor Monumenten in Brabant. Omstreeks 1909 werd hij ook lid van de gilde van St.-Thomas en St.-Lucas en van de gilde van St.-Jozef.
Zijn opleiding aan de Sint-Lucasschool en bij Helleputte maakte van hem een overtuigd aanhanger van de neogotiek, meer bepaald van de Brabantse variant ervan. Als restaurateur paste hij het principe van de eenheid in stijl toe. Bekende restauratieprojecten van zijn hand zijn het Paleis van de Grote Raad van Mechelen en het stadhuis van Leuven.
Opgeleid aan de Sint-Lucasschool vóór 1890 behoorde hij tot de tweede generatie Sint-Lucasarchitecten. In hun ontwerpen combineerden ze moderne elementen (nieuwe materialen, productiemethoden en constructietechnieken) met de historiserende neogotische vormentaal. Voor het neogotische "Nieuwe Kasteel" in Westerlo ontwierp Langerock een volledig ijzeren dakgebinte.
Tijdens de Eerste Wereldoorlog vluchtte Langerock naar Den Haag en begon er een meubelzaak onder de naam 'La Belgica'. Na zijn terugkeer in België kon hij zich ten volle inzetten voor de wederopbouw van het land. Toen hij in 1923 overleed, namen zijn zonen Julien (1886-1926) en Arthur (1895-1952) zijn architectenbureau over. Langerock werd begraven in een familiegraf op het kerkhof van de Abdij van 't Park te Leuven.

## Uitgevoerde ontwerpen

### Restauraties

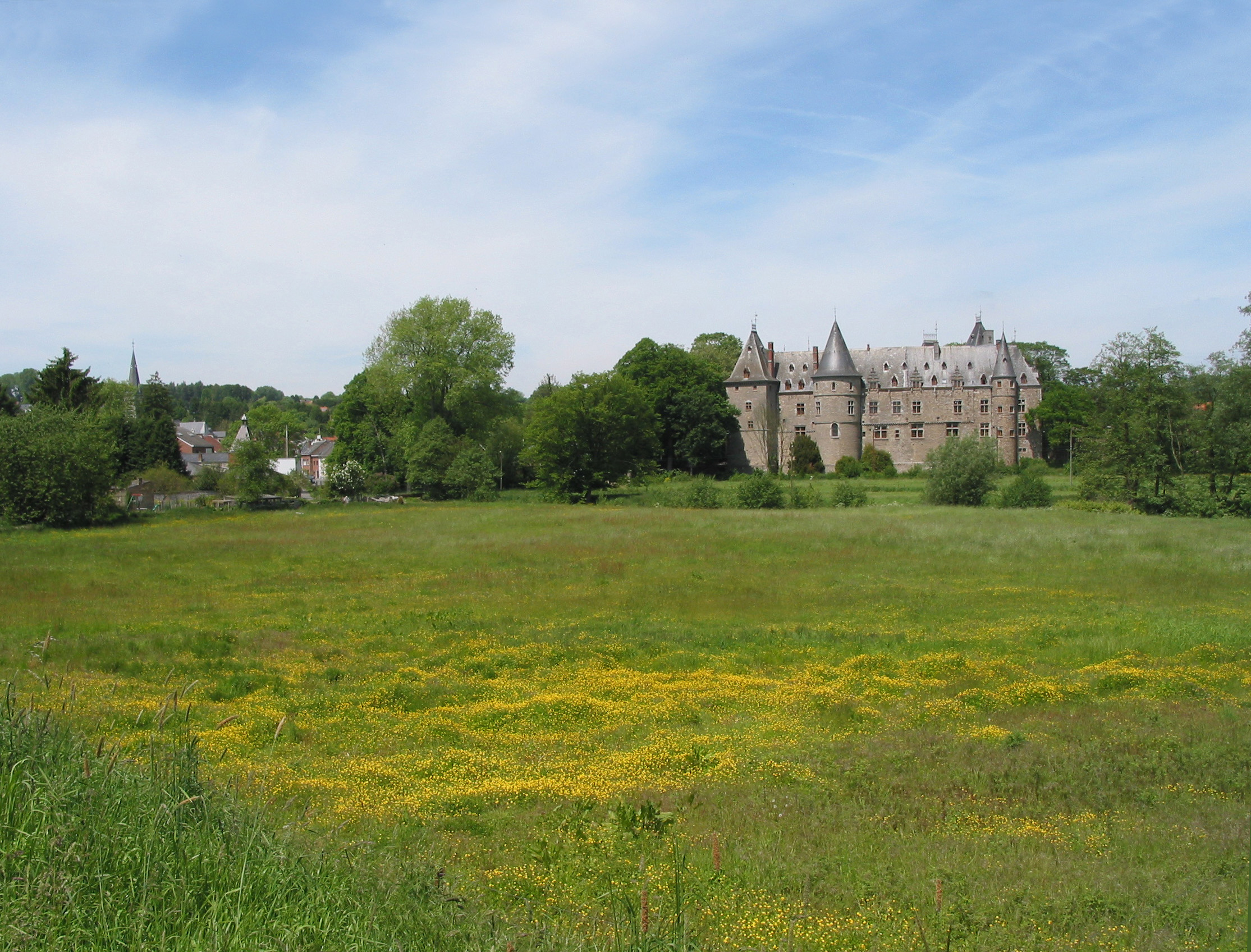
Kasteel van Ham-sur-Heure

- Sint-Pieters-Bandenkerk, Wintershoven (Kortessem) (1887-1893), aangevat door Helleputte en overgenomen door Langerock
- Sint-Walburgakerk, Oudenaarde (1889-1912 en 1919-1922)
- Sint-Pieterskerk, Leuven (1890-1914)
- Sint-Lambertuskerk, Westerlo (1890-1904)
- Stadhuis, Geraardsbergen (1891-1896)
- Sint-Kwintenskerk, Leuven (1895-1914)
- Dekanale kerk Onze-Lieve-Vrouw van Goede Hoop, Vilvoorde (1898-1914)
- Stadhuis en Lakenhal Oudenaarde (1898-1902)
- Kasteel de Merode van Ham-sur-Heure, (1898-1910)
- Kasteel van Leefdaal (einde 19de eeuw)
- Onze-Lieve-Vrouwekerk, Diest (1898-99)
- Stadhuis, Leuven (1900-1914)
- Paleis van de Grote Raad van Mechelen vleugel Befferstraat (1900-1911), in neogotische stijl afgewerkt Paleis van de Grote raad en belfort te Mechelen
- Stadhuis, Borgloon (1905)

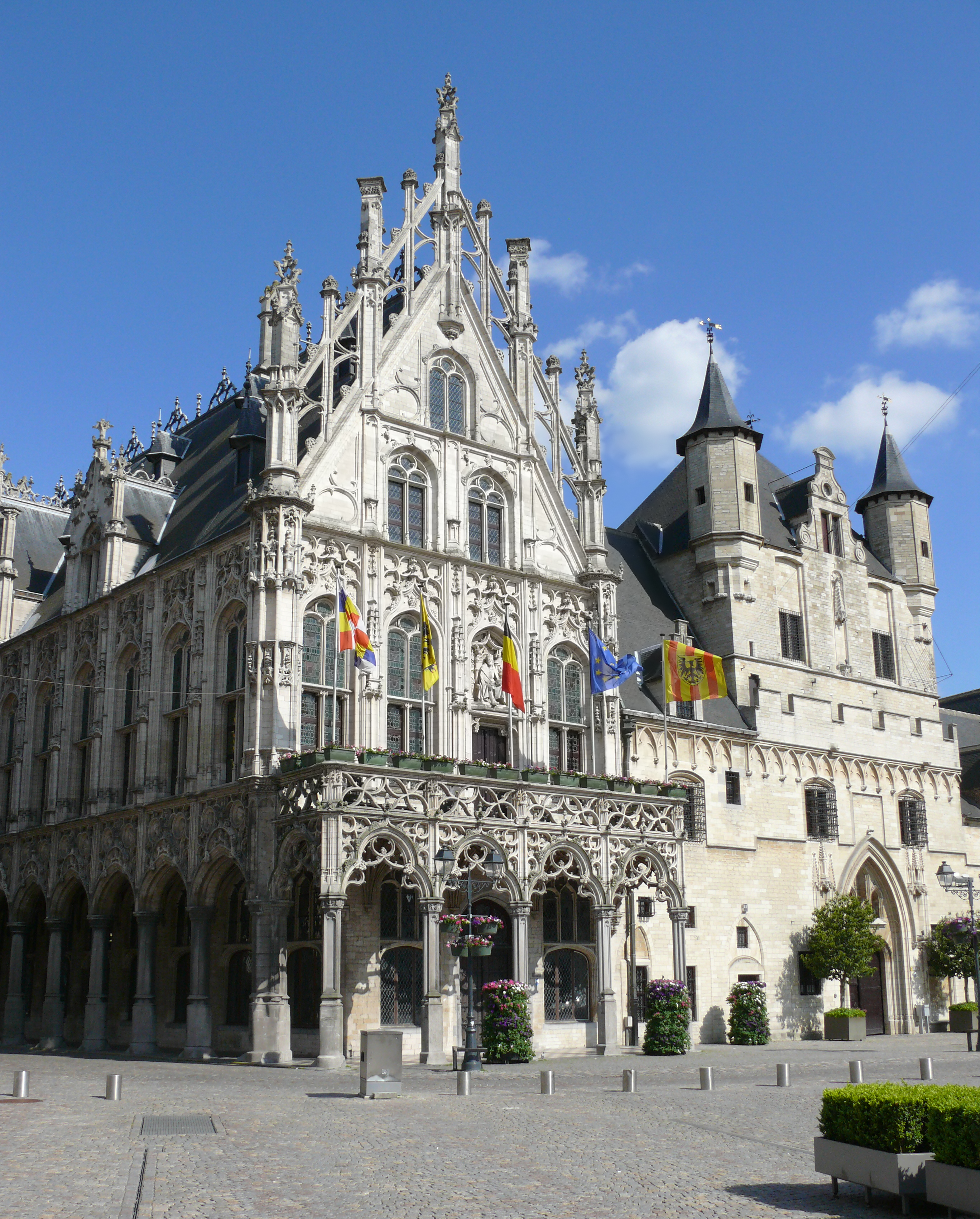
Paleis van de Grote raad en belfort te Mechelen

- Kasteeldomein "Het Prinsenhof", Grimbergen (1907)
- Sint-Amanduskerk, Geel (1909-1913)
- Sint-Amorkerk, Kortenaken (1908)
- Kasteel van Laarne (1911-1914)
- Oude kapel begijnhof, Borgloon (1912)
- Kasteel van Hovorst in Viersel (1913-1914)

### Nieuwbouw

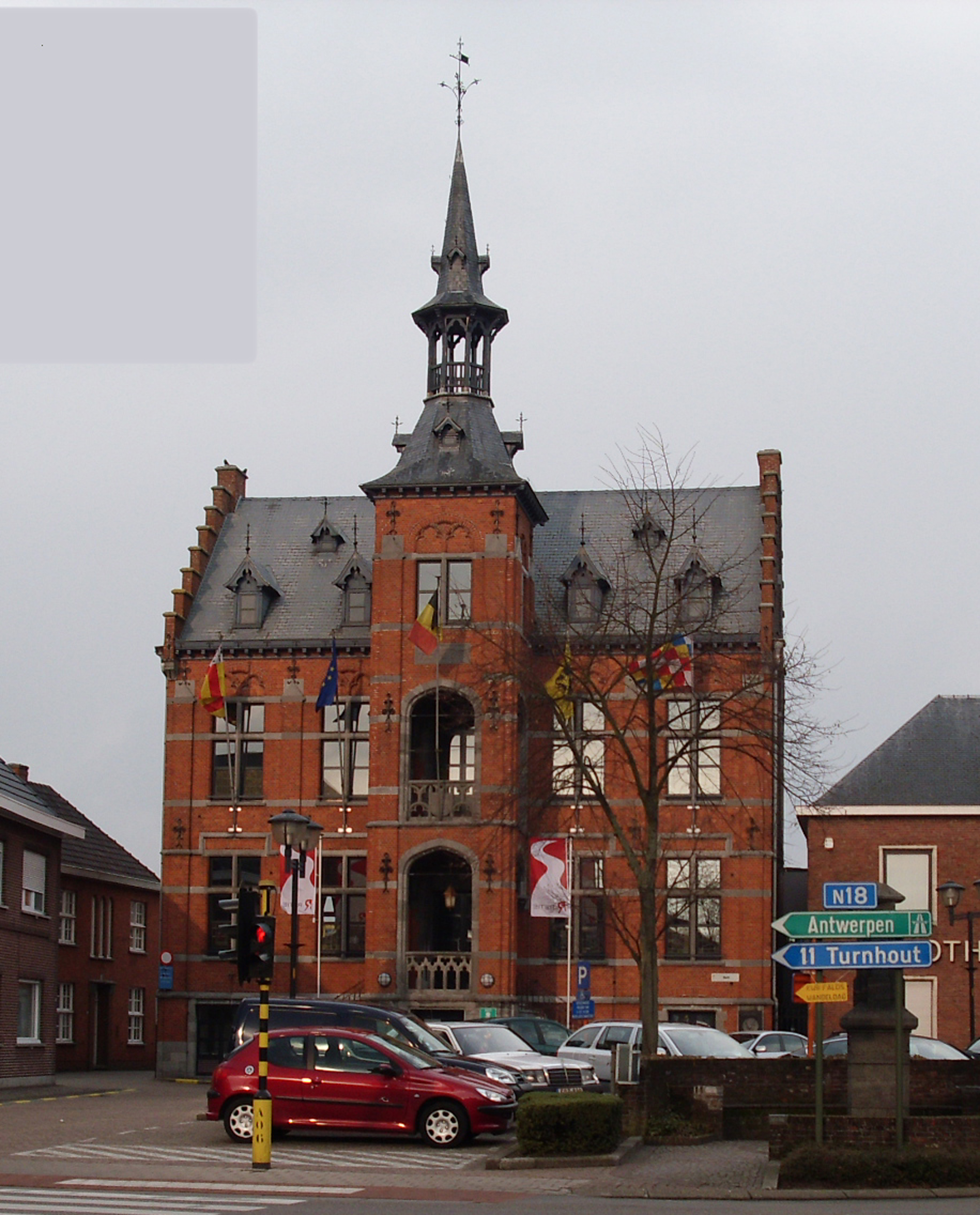
Gemeentehuis van Retie (België) (1897-1898)

- Sluis- of stuwsysteem zogenaamd "Trammetje", Westerlo (1874), mobiele dam om twee hooibeurten te hebben (bevloeiing van de weiden op het Riet na de eerste oogst), om het water van de kasteelvijver te verversen en om de scheepvaart op de Nete (tot circa 1900) te bevorderen.
- Godshuis, Westerlo (1883).
- Gemeentehuis, Desteldonk (Gent-Oostakker) (1884).
- Sint-Lambertuskerk, Westerlo, (1890-1904), bouw van sacristie, privé-kapel voor gravin Jeanne de Merode en  grafkapel voor de familie De Merode.
- Arbeiderswoonst, Kapucijnenvoer 81, Leuven (1891).
- Carolus-Borromeuskerk, Heultje (Westerlo) (1895-1898)
- Pastorie, Heultje (Westerlo) (1896), alleenstaand dubbelhuis van drie traveeën en twee bouwlagen
- Abdij van Keizersberg te Leuven, algemeen concept (1895-1897), Noordvleugel (1897-1899), Oostvleugel (1902), Zuidvleugel (1908).
- Gemeentehuis van Retie in neogotische stijl, (1897-1898).
- Kasteel de Merode, Westerlo (einde XIXde eeuw), herstellingswerken
- Notariswoning, Grote Markt, 17, Herentals (1900), dubbelhuis, neotraditionele lijstgevel, zes traveeën, twee bouwlagen, leien zadeldaklsteen.
- Sint-Agathakerk, Wilsele-Putkapel en Sint-Pieterskerk, Sint-Pieters-Rode
- Station van Binche (1905-1910). Station van Binche

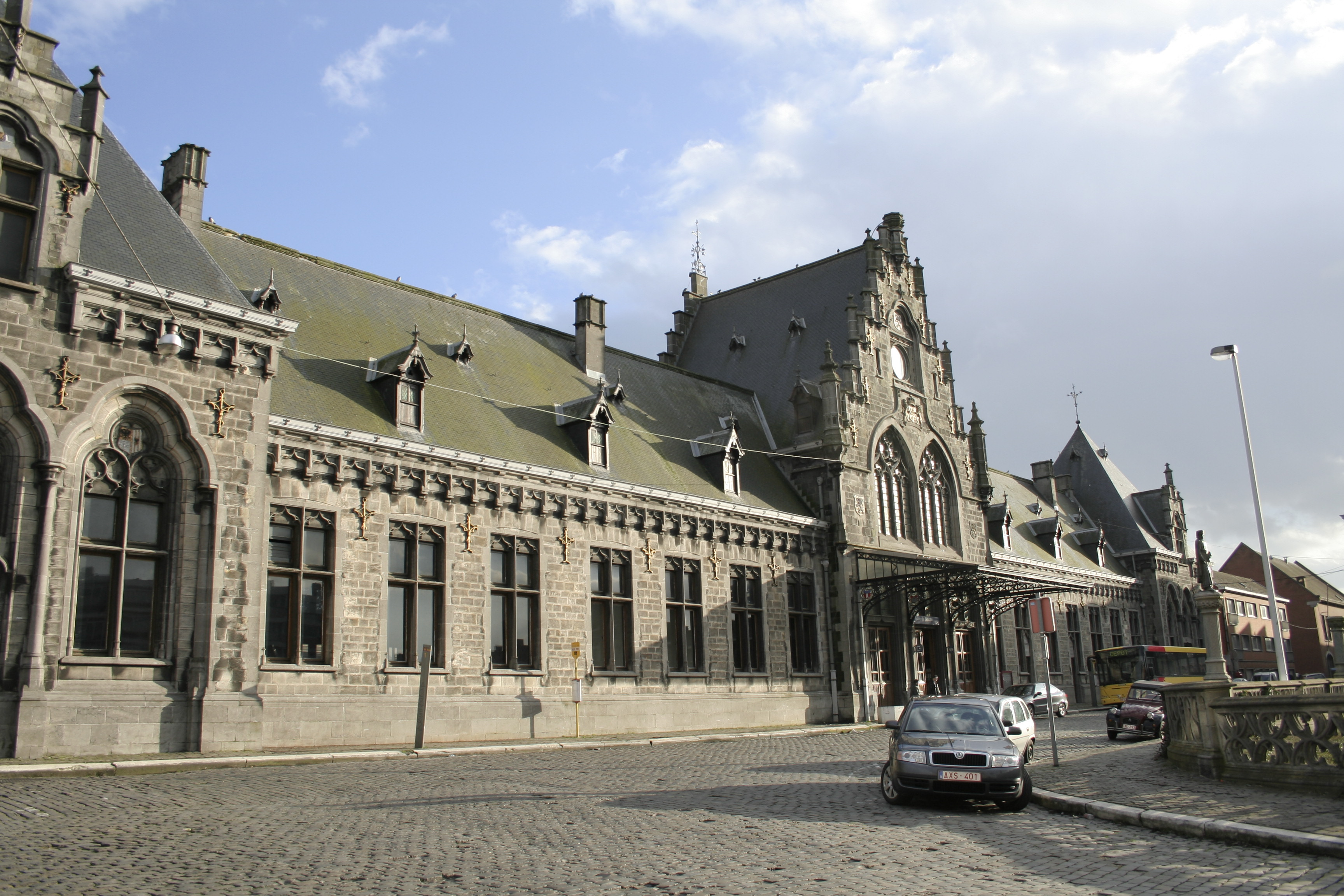
Station van Binche

- Woonhuis, Wagenweg, 19 Leuven (1906), in gele baksteen met verwerking van bruin geglazuurde baksteen en blauwe hardsteen, een souterrain en drie bouwlagen onder een zadeldak.
- Postgebouw, Kortrijk (1906), neogotisch, op de hoek Graanmarkt - Doorniksestraat, op 21 juli 1944 door bommen getroffen en in 1955 gesloopt.
- Kasteel van Rethy met stoeterij en ambtswoning (1906-1908). Centraal en op een lichte verhevenheid gelegen kasteel, in neogotische stijl, geïnspireerd door bouwkundige elementen van de laat-Brabantse gotiek uit XV-XVIde E.
- Nieuw kasteel of kasteel van Jeanne de Merode (nu gemeentehuis) van Westerlo, neogotisch kasteel (1909-1911).
- Sint-Hubertuskerk van Bosvoorde (1909-1937).
- Paridaensinstituut, Leuven (1909), aan het 19de-eeuwse schoolgebouw toevoeging van de twee laatste traveeën, de hoektravee en de buitengalerij.
- Begijnhof, Borgloon neogotische kapel (1909-1912).
- Parochiekerk Sint-Niklaas, Laakdal (1910-1912), neogotische kerk.
- Abdij van Tongerlo: Oostelijk vleugel met refter, kloosterkamers en O.-tuingevel (1911)
- Parochiecentrum, Westerlo (1914-1922), genaamd de Merodezaal.
- Klooster en school,Heultje (Westerlo) (1914-1922), complex van klooster (nr. 17) en school (nr. 19), tussen Gravin de Merodestraat en Schoolstraat; vrijstaand kloostergebouw, haaks op en evenwijdig aan de aan de straat gelegen schoolvleugels.
- Onze-Lieve-Vrouwekerk, Kortenberg (1914-1922)
- Woonhuis, Monseigneur Ladeuzeplein, 30 (1922-1923), huis in baksteen en natuursteen, geïnspireerd op de laatgotische stijl.
- Handelspand, Brusselsestraat 5, Leuven (1923-1924), neogotisch huis, één travee en vier bouwlagen onder een pannen
- Handelspand met atelier, Muntstraat 10, Leuven (1921-1922), in wederopbouwstijl met neotraditionele inslag ter vervanging van twee verwoeste woningen.

## Niet uitgevoerde ontwerpen

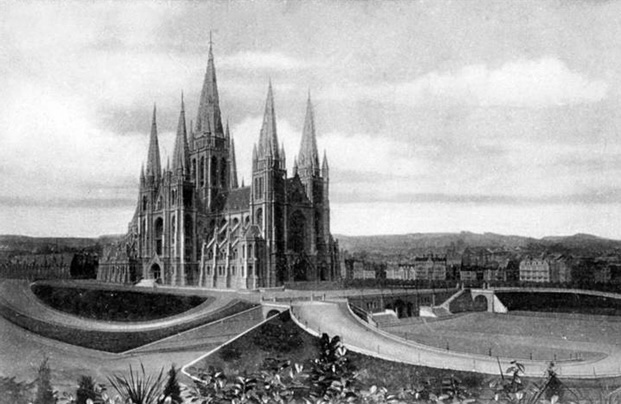
Ontwerp voor de basiliek van Koekelberg

- Nationale Basiliek van het Heilig Hart in Koekelberg. Koning Leopold II belastte Langerock met het ontwerp, en legde in 1905 de eerste steen. Toen de koning stierf (1909) en de oorlog uitbrak (1914) waren alleen de funderingen klaar en werden de werken stilgelegd. Na WOI werd gezocht naar een bescheidener en minder dure oplossing en bij de bouw van het nieuwe ontwerp, werden de funderingen van het project Langerock gebruikt.
- Sint-Trudokerk, Grote-Brogel (Peer), het restauratieontwerp voor de bestaande kerk, die in 1896 werd afgebroken, ging niet door.